# Grafmonument van René Mutsaerts
Het grafmonument van René Mutsaerts op de rooms-katholieke begraafplaats Binnenstad in de Nederlandse stad Tilburg is een rijksmonument.

## Achtergrond
De overledene René Antoine Vincent Corneile Marie Mutsaerts (Tilburg, 2 oktober 1903 – aldaar, 26 december 1903) was een zoon van fabrikant Antonius Norbertus Maria Mutsaerts en Maria Josephina Leonora van Spaendonck.

## Beschrijving
Het grafmonument werd gemaakt bij de Tilburgse Firma L. Petit en toont een engel op een witmarmeren sokkel. De engel zit met zijn benen gekruist, hij leunt met zijn hoofd op zijn linkerhand en houdt in de rechterhand een roos.
Op de sokkel de tekst 

Aan onzen
lieveling
Rene Mutsaerts
geb. 2 oct.
overl. 26 dec.
1903

### Monumentenstatus
Het grafmonument werd in 2002 in het Monumentenregister opgenomen. "Het heeft cultuurhistorische waarde als bijzondere uitdrukking van een sociale en geestelijke ontwikkeling, in het bijzonder de katholieke grafcultuur en is tevens van belang vanwege de typologie en de uniciteit van het object. Bovendien is het van belang als onderdeel van een groter geheel dat cultuurhistorisch, architectuurhistorisch en stedenbouwkundig van belang is als eerste katholieke begraafplaats van Tilburg."